# Resiliência corporativa
A Resiliência corporativa é uma característica de determinada companhia ou organização e mede a capacidade de resistir às crises e retomar suas atividades, ou então de suportar as pressões e manter um certo nível de operatividade.
Este termo é oriundo da física - Resiliência - e hoje em dia é uma característica valiosa nas empresas de qualquer porte.

## Resiliência e Corporações
A resiliência em sua forma pura, provem da física definida como a capacidade de um material voltar ao seu estado normal depois de ter sido tensionado. Por muitas vezes é confundida com a resistência, outro termo físico definido como uma força que se opõe ao movimento, conservar-se firme, não sucumbir, não ceder. A Resiliência Organizacional segue o pensamento de apresentar a habilidade de lidar com adversidade e ter desenvolvida a recuperação, adaptação, empatia e a inteligência emocional de resolução de problemas, a fim de atingir um estado produtivo, contribuindo assim para o crescimento e desenvolvimento em níveis organizacionais.
Um termo que pode ser facilmente relacionado à habilidade da resiliência dentro do mundo corporativo é a Reengenharia, uma estratégia de gestão de negócios da década de 90, criada por Michael Hammer e James Champy, focada em análise e processos de negócios na organização. A melhoria contínua implica somente melhoria incremental e progressiva dos processos e produtos existentes na organização atualmente (FIKSEL, 2003).
O propósito majoritário das organizações hoje em dia é colher um retorno dos processos utilizados, predefinindo o nível de disponibilidade da empresa para passar por momentos árduos e o impacto que os mesmos causarão. A premissa da Resiliência Corporativa (ou organizacional) é fortificar as empresas desde sua base, estruturando os funcionários e seus respectivos processos à uma elasticidade emocional no âmbito corporativo em função de adaptação e superação do mercado em seu dinamismo sem abrir mão da competitividade.
No dinâmico mundo da administração, é necessária a capacidade e a habilidade de adaptação dos processos internos e externos, visando principalmente o emolumento no mercado competitivo, sendo esse um procedimento que se inicia em identificar as competências hábeis da organização e usar o melhor método de aplicabilidade para pontuar continuamente a geração de recursos e lucratividade. Porém, além de pontuar tais competências, é essencial o desenvolvimento de todas elas, de modo de que estejam também alinhadas com o potencial da equipe com acompanhamentos periódicos de profissionais da área de psicologia.
Desta maneira, se torna possível não apenas praticar a resiliência corporativa como inová-la com a individualidade de cada composição das áreas da corporação.
Em busca de excepcionalidade de serviços, produtos e recursos, a organização inovadora implementa por diversas vezes a visão estratégica de pessoas para promover ambientes suscetíveis à boas ideias, relações e convivência, sendo uma característica motivacional que vai além da remuneração e benefícios. Organizações que valorizam não só os projetos e o bem-estar do funcionário, mas também sua saúde psicológica, tendem a produzir melhores resultados – são chamadas as empresas humanizadas.
Mudanças contínuas quando efetuadas com resiliência organizacional trazem readaptação rápida e recuperação de situações de crises mercadológicas ou financeiras. Logo, qualquer organização necessita de indivíduos resilientes e também precisa desenvolver essa competência da resiliência no nível sistêmico (BURNARD e BHAMRA, 2011).Organizações com premissas resilientes e humanizadas vão, cada vez mais, promover ações inovadoras, com responsabilidade social, ambiental e econômica em seus respectivos produtos e serviços, como uma consequência positiva das ações gerenciais.

## Evolução e Conceito da Resiliência
O conceito de Resiliência veio da física e diz que é a “capacidade de um material voltar ao seu estado normal depois de ter sofrido tensão”. Esse termo, é novo e vem do latim do verbo Relisire, ou seja, “saltar para trás”, “voltar ao estado natural”. Sendo assim, resiliência é usado para definir pessoas, que mesmo enfrentando situações adversas, conseguem passar por elas e supera-las.

## Objetivo da Resiliência Organizacional
O objetivo da Resiliência Organizacional é analisar e entender os vários fatores, que possibilitam a uma organização, maneiras para superar dificuldades complexas. Esta é realizada a partir do recebimento de feedback, os quais apontam os fatores que causaram a dificuldade, procurando entender o quanto a empresa está disposta para enfrentar a crise e o quanto ela pode suportar antes de quebrar. Assim procura-se preparar a organização para ter longevidade, que consiga se adaptar ás adversidades que possam ocorrer e estar em um mercado aonde se encontra grande competitividade, podendo manter as suas diferenças competitivas e independência.

## O mundo corporativo
A partir do século XX, o mundo sofreu uma série de transformações como a globalização, a tecnologia, o consumismo exagerado, entre outros. Isso fez com que o mundo se tornasse mais interligado, por conseguir fazer pessoas distantes se conectarem, mas ao mesmo tempo dividindo-o, visto que houve aumento na desigualdade social.
O mundo corporativo, também sentiu os impactos dessas transformações, conhecendo um mercado cada vez mais competitivo, que visa sempre o lucro e a melhoria dos resultados. Dessa forma, muito se cobra dos colaboradores, esperando que alcancem as metas e tenham o melhor resultado. Entretanto, isso muitas vezes, faz com que a parte humana do profissional, fique para segundo plano. Isso pode acarretar em diversos problemas na vida pessoal dos funcionários e assim não conseguem ter o melhor desempenho.
Sendo assim, o termo de resiliência, vem ganhando força dentro das corporações, o qual busca desenvolver profissionais capazes de compreender e que consigam enfrentar situações adversas. Além disso, a resiliência corporativa ajuda os profissionais a terem um controle sobre seus impulsos e emoções, resultando em um melhor desenvolvimento profissional e pessoal.